# Megasurcula carpenteriana
Megasurcula carpenteriana is een in zee levende slakkensoort uit het geslacht Megasurcula. De slak behoort tot de familie Pseudomelatomidae. Megasurcula carpenteriana werd in 1865 beschreven door Gabb als Pleurotoma (Surcula) carpenteriana. De soort is vernomed naar Philip Pearsall Carpenter.

## Voorkomen
De soort komt voor in het oosten van de Grote Oceaan.

## Synoniemen
- Conus carpenterianus (Gabb, 1865)
- Pleurotoma (Surcula) carpenteriana Gabb, 1865 (basioniem)